# Brenes
Brenes település Spanyolországban, Sevilla tartományban. Brenes Alcalá del Río, Villaverde del Río, Cantillana, Carmona és La Rinconada községekkel határos. Lakosainak száma 12 883 fő (2024).

## Népesség
A település népessége az elmúlt években az alábbi módon változott:
| Lakosok száma | 10 720 | 11 156 | 12 022 | 12 460 | 12 837 | 12 696 | 12 638 | 12 471 | 12 652 | 12 883 |
|               | 2001   | 2004   | 2007   | 2009   | 2012   | 2014   | 2017   | 2019   | 2022   | 2024   |